# Ма Сяотянь

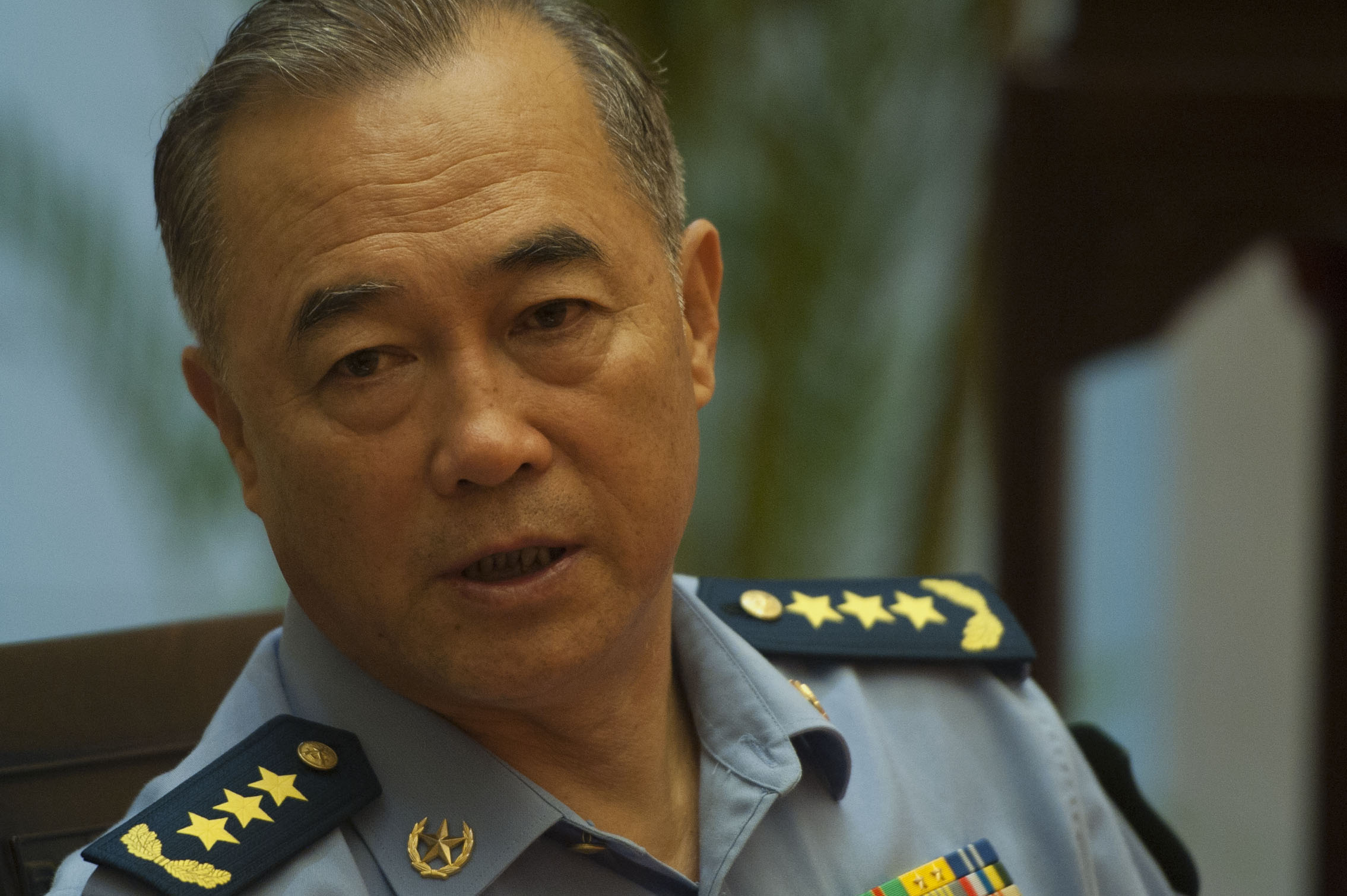
Ма Сяотянь, 2012 год

Ма Сяотянь (р. август 1949, пров. Хэнань) — китайский генерал-полковник авиации (июль 2009 года). Член Центрвоенсовета (с 2012/2013 гг.), в 2012-2017 гг. командующий ВВС НОАК. Член КПК с 1969 года, член ЦК КПК 16, 17, 18 созывов.

## Биография
По национальности ханец.
На службе в ВВС НОАК с 1965 года. Окончил 12-ю авиационную школу, получив образование уровня юниор-колледжа. В 22 года стал пилотом ВВС. Генерал-майор авиации (1995).
В 1999—2000 гг. командующий ВВС Ланьчжоуского военного округа. Генерал-лейтенант (2000).
В 2000—2003 гг. командующий ВВС Нанкинского военного округа.
В 2003—2007 гг. заместитель командующего ВВС НОАК. Также в 2003—2007 гг. президент Университета национальной обороны НОАК.
В 2007—2012 гг. заместитель начальника Генерального штаба НОАК.
С октября 2012 г. командующий ВВС НОАК (по 2017), а также замсекретаря их парткома.
Председатель Китайской ассоциации по изучению международных стратегических проблем.